# تيغراتين (آيت يزيد)
تيغراتين هو دُوَّار يقع بجماعة آيت حكيم آيت يزيد، إقليم الحوز، جهة مراكش آسفي في المملكة المغربية. ينتمي الدوّار لمشيخة آيت يزيد التي تضم 4 دواوير. يقدر عدد سكانه بـ 1438 نسمة حسب الإحصاء الرسمي للسكان والسكنى لسنة 2004.

## روابط خارجية
- البوابة الوطنية للجماعات الترابية نسخة محفوظة 12 مارس 2018 على موقع واي باك مشين.
- المندوبية السامية للتخطيط